# کلئوپاترا پنجم
کلئوپاترا پنجم (انگلیسی: Cleopatra V) حاکم اهل مصر باستان بود. وی ملکه‌ای از دودمان بطلمیوسی و تنها همسر قطعی بطلمیوس دوازدهم بود. تنها فرزند شناخته شده او برنیس چهارم است، اما احتمالاً مادر کلئوپاترا هفتم نیز بوده است. هنوز مشخص نیست که آیا او در حدود زمان تولد کلئوپاترا هفتم در ۶۹ پیش از میلاد درگذشته است یا اینکه خودش یا دختری به نام کلئوپاترا ششم بود که در ۵۸–۵۷ پیش از میلاد در طول تبعید سیاسی بطلمیوس دوازدهم به جمهوری روم، با برنیس چهارم هم‌حکومت شد. هیچ سند مکتوبی از کلئوپاترا پنجم پس از ۵۷ پیش از میلاد وجود ندارد و دو سال بعد، برنیس چهارم توسط بطلمیوس دوازدهم سرنگون شد و تخت او با کمک نظامی روم بازپس گرفته شد.
اصل و نسب کلئوپاترا پنجم نامشخص است و در هیچ سندی باقی‌مانده از آن دوران مکتوب نیست. او ممکن است دختر مشروع یا نامشروع بطلمیوس نهم لاتیروس یا دختر مشروع بطلمیوس دهم بوده باشد. ذکر شده [به گفته چه کسی؟] در سال ۸۸ قبل از میلاد بطلمیوس دهم اسکندر به همراه همسرش برنیس سوم و دخترش از مصر فرار کردند. کلئوپاترا تریفاینا ممکن است این دختر نامشخص باشد.